# رومینا پورمختاری
رومینا پورمختاری (انگلیسی: Romina Pourmokhtari؛ زادهٔ ۱۲ نوامبر ۱۹۹۵ استکهلم)، سیاستمدار اهل سوئد و وزیر محیط زیست کابینه اولف کریسترسون است. او جوان‌ترین وزیر کابینه در تاریخ سوئد است.
پورمختاری در استکهلم به دنیا آمده و رئیس شاخه جوانان حزب لیبرال سوئد بوده‌است.